# كريستيان فريدريك بورشجريفينك
كريستيان فريدريك بورشجريفينك (بالنرويجية البوكمول: Christian Fredrik Borchgrevink)‏ هو بروفيسور وطبيب نرويجي، ولد في 1 سبتمبر 1924 في أوسلو في النرويج.